# Ça, c'est Paris !
Pour les articles homonymes, voir Ça c'est Paris.
Production
Diffusion
Ça, c'est Paris ! est une série télévisée franco-belge réalisée par Marc Fitoussi, créée et écrite par Marc Fitoussi, Edgard F. Grima et Jérôme Bruno, d'après une idée originale de Marina Defosse, et diffusée pour la première fois en Suisse le 24 novembre 2024 sur RTS 1, en Belgique le 26 novembre 2024 sur La Une et en France le 27 novembre 2024 sur France 2.
Cette fiction est une coproduction de Mon Voisin Productions (Mediawan), Federation Studio France, France Télévisions, Be-FILMS et la RTBF (télévision belge) pour France 2,,,.

## Synopsis
Gaspard Berthille est directeur du Tout-Paris, un cabaret parisien qu'il a hérité de son père. Les affaires vont mal et, alors qu'il pense vendre le lieu et déménager en Normandie avec sa femme, il se laisse convaincre de lancer un nouveau spectacle. Il compte sur l'aide de son entourage : sa mère, les danseuses, l'équipe du cabaret et la gérante du bar voisin. Mais il doit aussi composer avec la recherche de financements, avec sa vie familiale, avec un directeur artistique pas très diplomate et avec le casting de sa meneuse de revue, qui semble n'attirer que des divas impossibles.

## Distribution
- Alex Lutz : Gaspard Berthille, directeur du cabaret Le Tout-Paris
- Charlotte de Turckheim : Babeth, la mère de Gaspard
- Anne Marivin : Prune Berthille, l'épouse de Gaspard
- Bernard Le Coq : Jacques Baudry
- Nicolas Maury : Adrien Baudry, fils de Jacques Baudry et metteur en scène
- Line Renaud : elle-même
- Monica Bellucci : elle-même
- Aurore Clément : Crystal Valmont
- Cécile Giroud : Diana Dongala
- Xin Wang : May-Ling
- Dominique Besnehard : Régis, le maître d'hôtel du Tout-Paris
- Nastasia Caruge : Justine Dongala, une danseuse du Tout-Paris
- Salomé Dewaels : Coralie, une danseuse du Tout-Paris
- Katarzyna Sawczuk (pl) : Teresa, une danseuse du Tout-Paris
- Darren Muselet : Jordan, un serveur du Tout-Paris
- Florence Thomassin : Cookie
- Delphine Baril : Olympe
- Fadily Camara : Sophie
- Bernard Alane : Patrick Garonne
- Galia Salimo : Armande
- Juliette Gasquet : Anaé
- Iñaki Lartigue : Hugues Dubuisson
- Violette Guillon : Lolita

## Production

### Genèse et développement
Le producteur Dominique Besnehard confie qu'il s'agit d'un projet de longue date qui a germé du temps où il travaillait près du Crazy Horse : « Lorsque j'étais chez Artmedia, mon bureau était situé près du Crazy Horse. Au café en face du cabaret, je côtoyais les danseuses, l'une d'entre elles avait écrit un livre sur son expérience et je lui avais trouvé un éditeur. Alors que la première saison de Dix pour cent était diffusée, elle revient me voir en me disant qu'elle avait écrit une série sur l'univers du Crazy. Nous avons élargi le propos au monde du cabaret parisien, et on va tourner au Paradis latin. ».
Marc Fitoussi confirme : « Au sortir de la saison 4 de Dix pour cent, Dominique Besnehard et son associé Michel Feller me parlent de ce projet avorté et je repars de zéro, ne gardant que l'idée de base : une série contemporaine sur un cabaret parisien. Ils m'accordent toute leur confiance et j'invente alors ce concept autour d'un établissement mythique passé de père en fils et qui aujourd'hui risque de fermer ses portes. J'imagine aussi ce personnage de Gaspard, patron démissionnaire qui va peu à peu renouer avec cette institution et lui redonner ses lettres de noblesse. Je m'associe ensuite à Edgard F. Grima et Jérôme Bruno, deux scénaristes-dialoguistes avec qui j'ai aimé collaborer sur la série sus-citée. Ensemble, nous nous retrouvons chaque semaine pour créer cette arène et donner vie à toute cette troupe de personnages qui gravitent autour de Gaspard. ».
La série est donc créée et écrite par Marc Fitoussi, Edgard F. Grima et Jérôme Bruno, d'après une idée originale de Marina Defosse, ancienne danseuse du Crazy Horse, alors connue sous le nom de scène de Rita Xenon,,.
Les 6 épisodes sont réalisés et showrunnés par Marc Fitoussi et produits par Dominique Besnehard, Michel Feller, Thierry Sorel, Stéphane Sperry,.

### Tournage
Le tournage de la série a lieu du 13 novembre 2023 au 31 mars 2024 en partie au Paradis latin à Paris, et en région parisienne,,,.

### Fiche technique
Sauf indication contraire, les informations mentionnées dans cette section peuvent être confirmées par les bases de données cinématographiques IMDb et Allociné,  présentes dans la section « Liens externes ».
- Titre français : Ça, c'est Paris !
- Genre : comédie dramatique
- Production : Dominique Besnehard, Michel Feller, Thierry Sorel, Stéphane Sperry
- Sociétés de production : Mon Voisin Productions (Mediawan), Federation Studio France, France Télévisions, Be-FILMS et la RTBF[1]
- Réalisation : Marc Fitoussi[1]
- Scénario : Marc Fitoussi, Edgard F. Grima et Jérôme Bruno
- Musique : Bertrand Burgalat[4]
- Photographie : Antoine Roch et Philippe Guilbert[4]
- Montage : Catherine Schwartz et Sylvie Lager[4]
- Décors : Laurent Avoyne[4]
- Son : Olivier Le Vacon[4]
- Pays de production :  France /  Belgique
- Langue originale : français
- Format : couleur
- Nombre de saisons : 1
- Nombre d'épisodes : 6
- Durée : 52 minutes
- Dates de première diffusion :
  - Festival de la fiction de La Rochelle : 13 septembre 2024[4]
  - Suisse : 24 novembre 2024 sur RTS 1
  - Belgique : 26 novembre 2024 sur La Une
  - France : 27 novembre 2024 sur France 2[9]

## Épisodes
1. Paris adieu
2. Paris risqué
3. Paris folie
4. Paris crystal
5. Parigi
6. Paris première

## Accueil

### Audiences et diffusion

#### En Belgique
En Belgique, la série est diffusée le mardi à 20 h 15 sur La Une par salve de deux épisodes du 26 novembre au 10 décembre 2024.
| Épisode              | Diffusion              | Diffusion         | Audience moyenne          | Audience moyenne | Réf.   |
| Épisode              | Jour                   | Horaire           | Nombre de téléspectateurs | Classement       | Réf.   |
| -------------------- | ---------------------- | ----------------- | ------------------------- | ---------------- | ------ |
| 1                    | Mardi 26 novembre 2024 | 20 h 15 - 21 h 15 | 221 840                   | 2e               | [ 10 ] |
| 2                    | Mardi 26 novembre 2024 | 21 h 20 - 22 h 20 | 221 840                   | 2e               | [ 10 ] |
| 3                    | Mardi 3 décembre 2024  | 20 h 15 - 21 h 15 | 138 535                   | 2e               | [ 11 ] |
| 4                    | Mardi 3 décembre 2024  | 21 h 20 - 22 h 20 | 138 535                   | 2e               | [ 11 ] |
| 5                    | Mardi 10 décembre 2024 | 20 h 15 - 21 h 15 | n.c.                      |                  | [ 12 ] |
| 6                    | Mardi 10 décembre 2024 | 21 h 20 - 22 h 20 | n.c.                      |                  | [ 12 ] |
|                      |                        |                   |                           |                  |        |
| Moyenne de la saison |                        |                   |                           |                  |        |

- Les plus hauts chiffres d'audience
- Les plus bas chiffres d'audience

#### En France
En France, la série est diffusée le mercredi à 21 h 05 sur France 2 par salve de deux épisodes du 27 novembre au 11 décembre 2024.
| Épisode              | Diffusion                 | Diffusion            | Audience moyenne          | Audience moyenne                       | Audience moyenne         | Audience moyenne | Réf.   |
| Épisode              | Jour                      | Horaire              | Nombre de téléspectateurs | Part de marché (sur les 4 ans et plus) | Part de marché (FRDA-50) | Classement       | Réf.   |
| -------------------- | ------------------------- | -------------------- | ------------------------- | -------------------------------------- | ------------------------ | ---------------- | ------ |
| 1                    | Mercredi 27 novembre 2024 | 21 h 05 - 22 h 00    | 2 330 000                 | 12 %                                   | 4,7 %                    | 2e               | [ 13 ] |
| 2                    | Mercredi 27 novembre 2024 | 22 h 00 - 23 h 00    | 1 850 000                 | 11,2 %                                 | 4,7 %                    | 2e               | [ 13 ] |
| 3                    | Mercredi 4 décembre 2024  | 21 h 05 - 22 h 00    | 1 670 000                 | 8,4 %                                  | 2,2 %                    | 3e               | [ 14 ] |
| 4                    | Mercredi 4 décembre 2024  | 22 h 00 - 23 h 10    | 1 320 000                 | 8,3 %                                  | 2,2 %                    | 3e               | [ 14 ] |
| 5                    | Mercredi 11 décembre 2024 | 21 h 05 - 22 h 05    | 1 362 000                 | 7,2 %                                  | 2,6 %                    | 4e               | [ 15 ] |
| 6                    | Mercredi 11 décembre 2024 | 22 h 05 - 23 h 10    | 1 270 000                 | 8,5 %                                  | 2,6 %                    | 4e               | [ 15 ] |
|                      |                           |                      |                           |                                        |                          |                  |        |
| Moyenne de la saison | Moyenne de la saison      | Moyenne de la saison | 1 630 000                 | 9,3 %                                  | 3,2 %                    |                  | [ 16 ] |

- Les plus hauts chiffres d'audience
- Les plus bas chiffres d'audience